# Gardarige
Gardarige (norrønt Gàrðaríki eller Gàrðar) er den norrøne betegnelse i middelalderen for bosættelsen, og den senere statsdannelse Kijevriget, der oprettedes af væringerne (rus eller vikingerne) i området mellem Østersøen og søen Ladoga mod nord og Sortehavet mod syd og som eksisterede fra omkring år 800 til ind i 1100-tallet.
"Gardarige" omtales dels i norrøn sagalitteratur, dels på nordiske runestene.

## Etymologi
"Gardarige" betyder "riget med borgene". På deres rejser gennem Østeuropa til Miklagard, Jorsalaland eller "Særkland" (kalifatet) stødte vikingerne på talrige slaviske byer med betegnelsen "borg" i navnet (-gard eller -grad).
Eftersom vikingerne særligt handlede med de nordlige østeuropæiske områder, skildrer sagaerne Holmgard (Hólmgarðr, Novgorod) som hovedstaden i Gardariget. Andre byer som bliver nævnt, er Aldeigjuborg (Staraja Ladoga), Kœnugardr (Kijev), Pallteskja (Polotsk), Smaleskia (Smolensk), Surdalar (Suzdal), Moramar (Murom) og Rostofa (Rostov Veliki).

## Historie

### Handelsfolk i Byzans og Baghdad
Fra før midten af 800-tallet findes flere spredte omtaler af rus-folket:
Den angiveligt tidligste omtale af rus (rhos) stammer fra de karolingiske Annales Bertiniani (Sankt Bertin årbøgerne).
Under året 839, og fra kejser Ludvig den Frommes tid, skriver biskop Prudentius af Troyes om rigsdagen i Ingelheim. Et gesandtskab fra den byzantinske kejser Theophilos, havde følge af nogle fremmede, som i et af gesandtskabet medbragt brev blev præsenteret for Ludvig. I brevet oplyses de fremmede kaldte sig "rhos", deres konge blev kaldt "chacanus" - det betyder formentlig khagan - og at denne 'venskabeligt' havde sendt dem til Byzans. Theophilos bad nu kejser Ludvig, på disse folks vegne, at de kunne rejse tilbage gennem Ludvigs rige "uden fare" (latin: ne forte periculum). Den rute de var kommet ad var nemlig befolket af vilde og barbariske stammer. Da kejser Ludvig lod de fremmede udspørge, erfarede han de var sueones (investigans, comperit, eos gentis esse Sueonum)
 -
sueones forbindes populært med svenskere, hvilket også i den her geografiske sammenhæng giver mening.
Bemærkelsesværdigt er dels benævnelsen rhos, dels at de bestemmes som værende af svensk herkomst, dels at rejsen til Byzans øjensynligt må være sket ad flodveje fra nord.
Den ældste arabiske omtale af rus-folket stammer fra Ibn Khordabeh, der var en højtstående embedsmand i Tabastan lige syd for Det kaspiske Hav. I Bogen om Færdselsruterne og Rigerne skrevet kort før 850 i en omtale af jødiske handelsmænds vidt forgrenede handelsveje omtales ar-Rus: de bringer bæver- og sortrævsskind samt sværd fra de fjerneste egne til Sortehavet, hvor den byzantinske kejser afkræver dem en afgift, eller de følger floden Don og betaler en afgift til kazarernes fyrste. Dernæst rejser de til Det kaspiske Hav, over dette og videre – ofte med kamelkaravane – til Baghdad, hvor slaviske eunuker fungerer som tolke. Rus-folket omtales som "en art af Saqaliba" (hvorved sædvanligvis forstås slavisk befolkning), og sværdene angives at komme fra de fjerneste egne af Saqaliba-landet, hvilket kan betyde fra områder hinsides de med slaver bosatte (sandsynligvis er der tale om frankiske sværd).
Den slaviske kilde Nestorkrøniken oplyser for 852 (efter byzantinsk tidsregning år 6360 efter verdens skabelse):
"År 6360, den 15 indiktion, da kejser Michael tiltrådte sin regering, var det, at man først begyndte at tale om landet Ros. Vi ved dette, fordi det var under denne kejser, at rus-folket kom til Konstantinopel, som skrevet står i grækernes annaler. Fra denne tid begynder vi også at angive årstal."
Efter dette må forbindelse mellem væringer og de byzantinske og arabiske riger være blevet etableret i første halvdel af 800-tallet, formentlig omkring 840.

### Gardariget dannes
Tidsfæstelsen af rus-folkets magtdannelse falder sammen med en begivenhed omtalt i Rimberts beskrivelse af Ansgars levned, Vita Ansgarii. Heri oplyses, at danskerne belejrede den svenske handelsplads Birka i 852. Det lykkedes imidlertid den svenske kong Anund, der havde foranlediget angrebet, at overtale danskerne (der ellers allerede havde erobret byens forstæder) til at forlade Sverige og drage til en by (ad urbem), som lå langt derfra i et land tilhørende slaverne (in finibus Slavorum) med 21 skibe:
"Efter at have angrebet byens beboere, der levede stille og fredeligt, erobrede de den med våbenmagt, tog et rigt bytte og byens skatte og rejste hjem."
Denne by kunne være Staraja Ladoga og en stor brand i byen dateret til tidsrummet 842-855 kunne være foranlediget af det danske angreb. En sådan begivenhed kunne tillige begrunde, hvorfor befolkningen i disse egne fandt anledning til at søge en feltherre netop blandt væringerne for at forsvare deres land.
I henhold til Nestorkrøniken skal væringerne have krævet skat af slaviske og finske stammer i 859:
"I året 6367 (859): Væringer fra over havet krævede tribut af chuder, slaver, merier, veser, krivichs...".
I 862 skal disse stammer imidlertid have gjort oprør mod væringerne, men endte med at kæmpe mod hinanden:
"(De) drev væringene tilbage over havet, nægtede at betale skat til dem og agtede at styre sig selv. Men der var ingen lov mellem dem, og stammer rejste sig mod stammer. Uenigheden fulgte blandt dem, og de begyndte at kriges den ene mod den anden. De sagde til hinanden: "Lad os søge en prins, som kan herske over os og dømme i henhold til vår væremåde." Derefter drog de over havet til væringene, til Rus. Disse væringer blev kaldt for Rus, akkurat som nogen er kaldt svenskere, og andre nordmænd og angler, og andre for gotere (fra Gotland), for de var således kaldt. Chudene, slaverne, krivichene og vesene, de sagde til russerne: "Vort land er stort og rigt, men der er ingen orden i det. Kom og reger og hersk over os." Tre brødre, med deres ætlinge, stillede frivillige. De tog med sig alle russerne og kom."'
I henhold til Nestorkrøniken kom disse væringer fra "over havet", en Rurik eller Rørik og hans to brødre Truvor og Sineus med andre væringer og bosatte sig først i byen Staraja Ladoga i 862, men flyttede allerede i 864 til "Holmgard" (Novgorod). Rurik forblev hersker, indtil han døde i 879.
Staraja Ladoga synes opstået som handelsplads omkring 750 ved floden Volkhovs nedre løb, omkring 12 km fra flodens udløb i Ladoga. Allerede tidligt synes arabiske, såkaldt kufiske, mønter at have nået byen og vidner om handelsforbindelsen sydpå til Sortehavet. Den tidligste møntskat med arabiske dirhem-mønter tidsfæstes til 786/787 og er fundet i Ladoga. Krøniken forbinder dermed byen, som de norrøne kaldte for "Aldeigja", Aldeigjuborg (fra finske Alode-joki = lavlands-elv) med navnet Rurik (Hrørīkr , Rurik, Riurik), den væring, som tog kontrol over området i 862 og byggede Holmgard (Ryurikovo Gorodisjtsje) i Novgorod syd for Ladoga. Aldeigjuborg blev den første større handelsplads på vejen mod øst og et viktig vejkryds mellem datidens handelsveje. I 800-tallet fik den måske så mange som 1000 indbyggere. Sandsynligvis er den norrøne bosættelse smeltet sammen med en slaviske bosættelse og udviklede sig til Gardariget, et kongedømme, der snart fik hovedsæde i Kijev og – takket være folkebenævnelsen rus – gav navn til landet Rusland.

### Kijevriget
Efter Ruriks død overtog Oleg (Helge) styret. Han flyttede regeringssædet sydpå til Kijev omkring 880. I de næste 35 år under hans styre blev forskellige østslaviske og finsk-ugriske stammer underlagt riget. I 907 gennemførte Oleg et angreb på Konstantinopel, og i 911 underskrev han en handelsaftale med Det Byzantinske Rige som ligemand. Under Oleg blomstrede handelen på grund af vedvarende leveringer af skind, bivoks og honning, og fordi staten kontrollerede de tre vigtigste handelsruter i det østlige Europa: handelsruten ad Volga, handelsruten ad floderne Dnepr og Volkhov samt handelsruten mellem khazarerne og tyskerne.
Under Svjatoslavs regeringstid 945–972 havde regenterne overtaget den slaviske tro, selv om garden (drusjina) fortsat bestod af skandinaver. Sviatoslavs hær vandt omfattende sejre over sine naboer, khazarerne og volgabulgarerne, der begge brød sammen kort tid efter hans angreb.
Fra 800-tallet havde Pecheneg-nomaderne et uafklaret forhold til Kijevriget: gennem mere end to hundrede år angreb de flere gange rigets områder, og disse udviklede sig undertiden til egentlige krige, således i 920, men til andre tider indgik de i stedet militære alliancer, således i 943 under felttoget mod Byzans under Igor I 968 gennemførte petjenegierne en belejring af Kijev.

### Storhedstiden
Kijev dominerede staten i hen ved to hundrede år. Under fyrsten (velikiy kniaz') af Kijev var landområderne omkring byen under dennes kontrol og andre underordnede ledede styret i andre stæder og betalte tribut til ham. Højdepunktet af dette styre var under Vladimir den Store (980–1015) og Jaroslav (kaldet den Vise, 1019–1054). Begge formåede at udvide riget i forhold til den stat, der fandtes under Oleg.
Vladimir overtog magten i Kijev efter hans faders (Svjatoslav 1.) død i 972 og efter at have slået sin halvbroder Jaropolk i et slag i 980. Som fyrste i Kijev var Vladimirs største fortjeneste kristendommens indførelse i 988. Annalerne fortæller herom, at da Vladimir havde besluttet at gå over til den nye tro i stedet for den gamle slaviske hedenske gudstro, lod han sende nogle af sine mest værdsatte rådgivere og krigere som udsendige til forskellige steder i Europa. Disse udsendinge besøgte romersk-katolske, jødiske og muslimske lande og endelig Konstantinopel. De afviste Islam blandt andet på grund af forbuddet mod alkohol, jødedommen fordi Jahve havde frataget sit folk det land, der var lovet dem. De fandt ceremonierne i den romersk-katolske kirke kedelige. Men i Konstantinopel, blev de så imponerede af den smukke udsmykning i Hagia Sophia-katedralen og de liturgiske handlinger, der blev afholdt der, at de på stedet besluttede at det var en tro, der passede dem at følge. Efter deres hjemkomst overbeviste de Vladimir om, at de byzantinske tro var det bedste valg, hvorefter Vladimir foretog en rejse til Konstantinopel og arrangerede et ægteskab med prinsesse Anna, søster til den byzantinske kejser Basil 2.
Det er muligt, at Vladimirs valg af den østlige kristendom tillige afspejlede hans nære personlige forbindelser med Byzans, der dominerede Sortehavet og dermed endepunktet for Kijevs vigtigste handelsrute ad Dnepr. Tilslutningen til den østlige kirke fik langtrækkende politiske, kulturelle og religiøse konsekvenser: Kirken fik sin liturgi skrevet med kyrillisk og en mængde oversættelser fra græsk, der var blevet lavet til de slaviske folk. Forekomsten af denne litteratur gjorde det nemmere at konvertere til den østslaviske kristendom og introducerede til græsk filosofi, videnskab og historiografi uden at skulle lære græsk (modsætningsvis måtte folk i det middelalderlige vestlige Europa lære latin). Nydende frihed fra Roms autoritet og fri af latinen udviklede de østslaviske folk deres egen litteratur og kunstarter.
Jaroslav "den Vise" måtte også kæmpe med sine brødre om magten. Allerede i 1019 oprettede han sit styre i Kijev, men først i 1036 lykkedes det at gøre dette ubestridt. Også Jaroslav tilstræbte at forbedre relationerne til det øvrige Europa, ikke mindst til Byzans. Det førte til, at Jaroslavs barnebarn, Eupraxia (datter af hans søn Vsevolod I, Prince of Kijev), blev gift med Henry 3.. Jaroslav fik tillige arrangeret ægteskaber for sin søster og tre døtre med kongerne i Polen, Frankrig, Ungarn og Norge. Jaroslav stadfæstede den første østslaviske lovbog, Russkaja Pravda (Retten for Rus′); byggede Skt. Sophia Katedralen i Kijev og Skt. Sophia Katedralen i Novgorod; støttede lokale kirker og klostre og skal endda have oprettet et undervisningssystem. Hans sønner udviklede det store Kijev Pechersk Lavra (kloster), der fungerede som kirkeligt akademi.
Igennem århundrede efter dets oprettelse skiftedes Ruriks efterkommere til at overtage styret i Kijevriget. Fyrstemagten gik fra far til søn, fra ældre til yngre broder, fra onkel til nevø. Yngre medlemmer af dynastiet begyndte som regel deres karriere som ledere af et mindre distrikt, flyttedes til mere betydningsfulde stillinger og kæmpede om at overtage tronen i Kijev ved ledighed. I 1000-tallet og 1100-tallet indtog fyrsterne og deres tjenere (der var en blanding af slaviske og nordiske fremstående personer) en fremtrædende stilling i samfundet. Ledende militære og embedsfolk modtog indtægter og land fra fyrsterne til gengæld for deres tjenester. Samtidig opnåede byernes købmænd, håndværkere og arbejdere en vis indflydelse i de enkelte byers rådgivende forsamling, veche, der omfattede alle voksne mænd. I nogle tilfælde fik veche både lavet aftaler med stedlige ledere og fjernede dem fra ledelsen til fordel for andre. Nederst i samfundet var nogle få ufrie. I landdistrikterne udgjorde skattebetalende bønder, der kunne bringes til at udføre arbejde for fyrsten, den overvejende befolkning.

### Riget splittes
Kijevriget kunne dog i længden ikke opretholde sin stilling som en magtfuld og rig stat, til dels fordi der udviklede sig en række regionale styrer. I takt med, at medlemmerne af de ledende klaner i de enkelte egne voksede, begyndte de stadig mere at lægge vægt på regionale interesser end på hensynet til helheden. Derved begyndte fyrstehusene at strides indbyrdes, idet de jævnligt dannede alliancer også med grupper uden for riget som polovetser, polakker og ungarere. I årene fra 1054 til 1224 havde ikke mindre end 64 fyrstedømmer en mere eller mindre selvstændig eksistens, 293 tronprætendenter gjorde krav på arveretten til fyrstetitlen, og de bevirkede 83 borgerkrige.
Korstogene indebar et skift i de europæiske handelsruter, der medvirkede til svækkelsen af Kijevriget. I 1204 indtog hærstyrker fra det 4. korstog Konstantinopel og bidrog til at marginalisere handelsruten ad Dnepr. I takt med at centralmagten i Kijev svækkedes udviklede der sig flere store regionale centre: Chernigov (i dag Chernihiv), Halych(Galich), Novgorod, Pereyaslav, Polotsk, Smolensk, og Vladimir-Suzdal. Dermed lagdes tillige grunden til den senere opsplitning i ulige slaviske stater.

#### Republikken Novgorod
Mod nord udviklede Novgorod sig til en rig by som følge af den kontrol, byen udøvede over den nordlige del af ruten for handelen fra Volga til Østersøen. Da Kijevriget svækkedes, blev Novgorod mere uafhængigt. Et stedligt oligarki styrede Novgorod; vigtigere beslutninger blev taget i byens råd, der tillige valgte fyrster til at stå i spidsen for byens forsvar. I det 12. århundrede fik Novgorod en egen ærkebiskop, hvilket viste byens voksende betydning og politiske uafhængighed. I sin politiske struktur og handelsmæssige virksomhed lignede Novgorod de nordeuropæiske medlemmer af den hanseatiske liga, som skulle bidrage til at fastholde byens rolle i det nordeuropæiske handelsnet fra det 13. til det 17. århundrede. Novgorod begyndte i 1300-tallet at brede sig nordover, først omkring indsøerne Ladoga og Onega, dernæst langs Hvidehavskysten og i 1500-tallet langs kysten af Kola.

#### Vladimir-Suzdal
Mod nordøst koloniserede slaver de områder, der med tiden udviklede sig til Moskovia ved et forløb, der indebar dels en underkuelse, dels sammensmeltning med de finsk-ugrisk stammer, der allerede tidligere havde bosat sig i området. Byen Rostov var det tidligste midtpunkt mod nordøst, men det blev med tiden overgået først af Suzdal og siden af byen Vladimir, der udviklede sig til hovedstad i Vladimir-Suzdal. Der skete talrige migrationer fra Kijev nordpå for at undgå de gentagne hærgninger fra tyrkiske nomader fra steppen. Efterhånden, som de sydligere områder mistede befolkning og stadig flere bojarer, håndværkere og andre fyrstelige ankom til hoffet i Vladimir, tiltog det forenede lederskab for Vladimir-Suzdal sig magten i Kijevriget. I 1169 gav fyrst Andrej Bogoljubskij af Vladimir-Suzdal et hårdt slag til den stadig mere svækkede magt i Kijev, da hans hære erobrede byen. Fyrst Andrej indsatte da sin yngre broder, der for en kortere tid regerede i Kijev mens Andrej selv fortsatte at styre fra Suzdal. Derved skiftede magten i løbet af det 1100-tallet væk fra Kijev. I 1299, da de mongolske invasioner satte ind, flyttede biskoppen fra Kijev til byen Vladimir og lod denne erstatte Kijev som det religiøse midtpunkt for de nordøstlige egne.

#### Galicien-Volhynien
Mod sydvest udviklede fyrstedømmet Galich sine handelsforbindelser til sine polske, ungarske og litauiske naboer og udviklede sig til den regionale afløser for Kijevriget. I det tidlige 1200-tal forenede fyrst Roman Mstislavich de to tidligere adskilte fyrstedømmer, erobrede Kijev og tog titel af storfyrste af Kijev. Hans søn, fyrst Daniil (der regerede 1238–1264) var den første fyrste, der modtog kronen af pavedømmet i Rom, øjensynligt som et bevidst brud med det tidligere tilhørsforhold under Konstantinopel. I det tidlige 1300-tal gav patriarken af den ortodokse kirke i Konstantinopel herskerne i Galicien-Volhynien en metropolit til erstatning for den metropolit, der var flyttet fra Kijev til Vladimir. Storfyrsterne af Litauen anmodede om og fik kort efter en egen metropolit for Novagrudok. I begyndelsen af det 1400-tallet blev disse metropolitter atter styret fra Kijev af "Metropolitten af Kijev, Galich og al Rus".
Imidlertid indebar kampene mod mongolerne i sammenhæng med indre modstand mod fyrsten og fremmedes indtrængen en svækkelse af Galicien-Volhynien. Ved afslutningen af Mstislavichs gren af Rurikslægten i midten af 1300-tallet ophørte Galicien-Volhynien med at eksistere; Polen erobrede Galicien; Litauen fik Volhynien med Kijev, der blev erobret af Gediminas i 1321 ved slaget ved Irpen-floden. De litauiske fyrster tog da titlen fyrste over Rutenien.

## Fyrster i Gardarige
Fyrster og deres regeringsår:
| Navn                          | Regeringstid           | Levetid     |
| ----------------------------- | ---------------------- | ----------- |
| Fyrster af Novgorod           |                        |             |
| Rurik                         | 862-879                | ca.800-879  |
| Oleg (Helge)                  | 879-912                | d.912       |
| Kijevriget                    |                        |             |
| Igor 1.                       | 912-945                | ca.877-945  |
| Olga                          | 945-963                | 881-969     |
| Svjatoslav 1.                 | 963-972                | ca.945-972  |
| Jaropolk 1.                   | 972-980                | d.980       |
| Vladimir 1.                   | 980-1015               | ca.956-1015 |
| Svjatopolk I                  | 1015-1019              | ca.980-1019 |
| Jaroslav den vise             | 1016-1054              | ca.978-1054 |
| Izjaslav 1.                   | 1054-68, 1069-73, 1078 | 1024-1078   |
| Vseslav                       | 1068-1069              |             |
| Oleg af Novogorod             | 1069-1076              |             |
| Svjatoslav 2.                 | 1073-1076              |             |
| Vsevolod 1.                   | 1076-1093              |             |
| Svjatopolk 2. af Novgorod     | 1093-1113              |             |
| Vladimir 2. Monomach          | 1113-1125              |             |
| Mstislav 1.                   | 1125-1132              |             |
| Jaropolk 2.                   | 1132-1139              |             |
| Vsevolod 2.                   | 1139-1146              |             |
| Igor 2. af Kijev              | 1146-1147              |             |
| Izjaslav 2. af Kijev          | 1146-1154              |             |
| Jurij af Kijev                | 1155-1157              |             |
| Izjaslav 3. af Kijev          | 1157-1158, 1162        |             |
| Rotislav 1. af Kijev          | 1159-1167              |             |
| Mstislav 2. af Novgorod       | 1168-1169              |             |
| Gleb af Kijev                 | 1169-1171              |             |
| Roman af Kijev                | 1171-1173, 1175-1177   |             |
| Vsevold III                   | 1173                   |             |
| Svjatoslav 3. af Kijev        | 1177-80, 1182-94       |             |
| Rotislav 2. af Kijev          | 1204-1206              |             |
| Vsevolod 4.                   | 1207, 1210-1212        |             |
| Mstislav 3. af Kijev          | 1212-1223              |             |
| Vladimir 3. af Kijev          | 1223-1235              |             |
| Isjaslav 4. af Kijev          | 1235-1236              |             |
| Jaroslav II                   | 1236-1238, 1246        |             |
| Mikael af Tjernigov           | 1238-1239, 1241-1246   |             |
| Alexander Nevskij af Novgorod | 1245-1263              |             |

## Erindringen om Gardarige
Efterhånden udviklede Gardarige sig til den første russiske statsdannelse. Handelsmænd og bosættere fra det skandinaviske område blev kaldt rus – selv kaldte de sig væringer. Den første russiske stat kaldes undertiden Kijev-Rus.
I Skandinavien og på Island kaldtes Rusland for Gardarige helt frem til 1200-tallet. Et andet navn var Store-Svitjod, som blev brugt i Snorri Sturlusons Ynglingesaga. Svitjod var et navn på et rige i Sverige.